# (47294) Blanský les
(47294) Blanský les est un astéroïde de la ceinture principale.

## Description
(47294) Blansky les est un astéroïde de la ceinture principale. Il fut découvert le 28 novembre 1999 à l'Observatoire Kleť par Jana Tichá et Miloš Tichý. Il présente une orbite caractérisée par un demi-grand axe de 2,30 UA, une excentricité de 0,13 et une inclinaison de 4,9° par rapport à l'écliptique.

## Compléments